# 吳華孫
吳華孫（生年不詳—卒年不詳），字冠山。安徽省徽州府歙縣（今屬黃山市）人，清朝政治人物。

## 生平
雍正四年（1730年）丙午鄉試舉人。雍正八年（1730年）庚戌科第二甲第二名進士。點翰林院庶吉士。雍正十一年（1733年）四月散館，授編修。
乾隆六年十二月十九日（1742年1月25日），以編修出督福建學政。乾隆九年（1744年）離任。
有子吳綬詔，乾隆十三年（1748年）進士。

## 著作
- 《翼堂文集》
- 汀州府志〈育嬰堂碑記〉
- 晉江縣志〈督學試院記〉